# Trichotichnus vulpeculus
Trichotichnus vulpeculus är en skalbaggsart som beskrevs av Thomas Say. Trichotichnus vulpeculus ingår i släktet Trichotichnus och familjen jordlöpare. Inga underarter finns listade i Catalogue of Life.